# Salıpazarı (district)
Salıpazarı is een Turks district in de provincie Samsun en telt 20.986 inwoners (2007). Het district heeft een oppervlakte van 454,0 km². Hoofdplaats is Salıpazarı.
De bevolkingsontwikkeling van het district is weergegeven in onderstaande tabel.
| 1997   | 2000   | 2007   |
| ------ | ------ | ------ |
| 23.198 | 25.113 | 20.986 |